# Радован Вишкович
Радован Вишкович (на сръбски: Радован Вишковић) е сръбски политик, министър-председател на Република Сръбска (от 2018 г.), доцент и доктор на науките в областта на транспорта. Заместник-председател на партия – Съюз на независимите социалдемократи (СНСД).

## Биография
Радован Вишкович е роден на 1 февруари 1964 г. в село Булевичи, СР Босна и Херцеговина, СФРЮ (днес Република Сръбска, Босна и Херцеговина). Завършва основното училище в Миличи, след това завършва гимназия в Сараево, където специализира – техник по движение. Учи във Факултета по транспорт в Сараевския университет, където завършва специалност „Пътен транспорт“ през 1990 г. През 2005 г. завършва следдипломното си образование в Техническия факултет в Зворник, а през 2015 г. получава докторска степен в Транспортния факултет в Добой.